# 兔尾草 (禾本科)
兔尾草是禾本科兔尾草属下唯一一个物种，原产马卡罗尼西亚、地中海周边地区、黑海周边地区以及阿拉伯半岛。兔尾草是一年生草本植物，常栽培作观赏植物。